# 画家

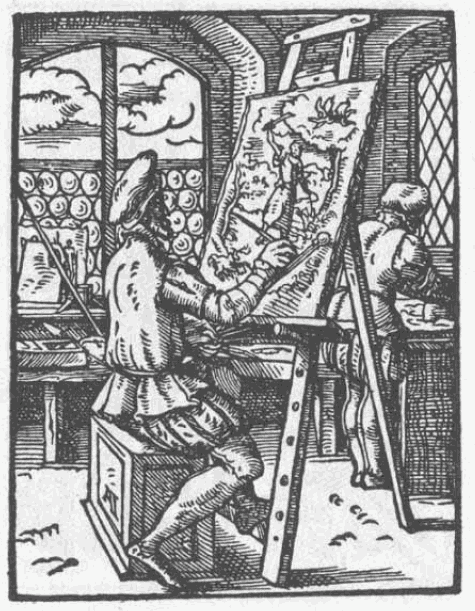
画家
Jost Ammanによる木版画（1568年）

画家（がか）は、絵画を制作する者の総称である。日本画や洋画など、画風や画材・作成スタイルなどによって、様々なタイプの画家が存在する。画家たちで形成されるコミュニティー（社会）を画壇（がだん）という。

## 概要
画家は現代においてこそ芸術家であるが、ルネサンス期やそれ以前においては、「絵を請われて描く」という基本行動からして職人であった。
更に遡ると、洞窟壁画などを描いた者にたどりつく。この壁画制作者は後世に当時の様子を伝える記録者であり、また同時に観察者でもあった。ただし壁画を描いた当時の者に観察者や記録者という意識があったわけではなく、「何故彼らが絵を描くという行為に臨んだのか」という疑問には不明確な面が多い。その一端には、「原始宗教における儀式的な行為として、食料となる狩りの獲物を描くことによってこれを安定的に得ようとする意図があった」「死者を弔う際、葬られた者が寂しくないよう墳墓（古墳など）の内部に装飾を施したり、呪術的な力で魂を導いたり復活を願った」などの推測が考古学の研究でなされている。この分野では、落書きのような本来重要性の無さそうな壁画からも重要な情報が見出される。それらの壁画は、当時の風俗や風習、生活様式から気候・風土などを知る重要な手掛かりとして役立てられている。
中世の社会では、権力者の娯楽や、あるいは宗教の権威の象徴的事物として描かれた宗教画などが職人としての画家によって描かれていった。偶像崇拝を禁じなかった宗教においては、教義を題材とした宗教画が制作された。この時流によって、画家は宗教家やその宗教を支持する権力者が求める絵画を描き、その意向に沿った絵画を制作することによって手厚く保護されていた。
近世・近代以降、絵画それ自体が財産としての価値を持ちえるようになったため、次第に画家は絵を描くことで対価を得ることができるようになっていった。この価値観の変化に伴い、従来からある絵画（記録としての絵画・装飾や娯楽としての絵画など）のほかにも、画家自身や世間が求めるテーマで絵画が制作されることも着実に増加していく。著名な画家は、パトロン・スポンサーの意向による制約から脱却して、自身の芸術性を追究するまでになった。
産業革命以降、絵画の制作に必要な画材が大量生産により安価に入手できるようになったため、実利を伴わない趣味としての画家も着実に増加した。日曜画家（休日に絵画を趣味として描く者）も同時代に前後して登場、アンリ・ルソーのように後世に名を残す者も現れている。
現代は画材だけでなくコンピューターグラフィックスのようにコンピューターを利用して絵を制作する行為も一般化、商業芸術から趣味の絵画制作、さらにはインターネットを利用しての作品発表など、様々な分野で様々な人たちが絵画を制作している。

## 歴史
ここでは絵画の製作者の器具や技法、組織の発展について述べる。

### 原始時代

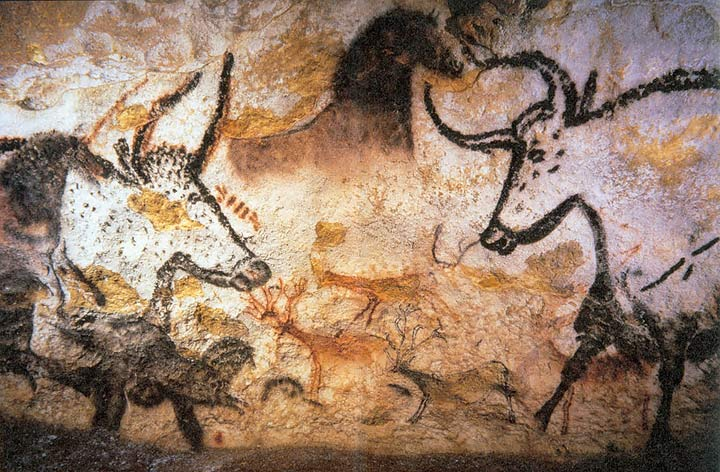
ラスコーの洞窟壁画

まだ人類が狩猟と採集のみで暮らしていた時代に、ラスコー洞窟やアルタミラ洞窟などで、非常に描写力の高い壁画が描かれていた。これは捕獲対象の鳥獣を詳細に記録し、大猟を願う意図で描かれたと推定されている。
これらは目に見えるがままの図像を得る目的のみのために描かれていたため、写真技術が発達した近代になってようやく確認された、草食獣が走るときの足の動きまで正確に描写されていた。この頃は、現在の高性能カメラとしての役割を画家が果たしていた。
これらの壁画は、自然の洞窟の壁面に、土・炭・血液・樹液等から作った顔料（絵の具）で、動物の体毛・樹木の枝・指などを用いて描かれていた。
こういった記録は、しばしばこれらの時代の周辺の気候を含む自然環境を知る内容を含む。例えばサハラ砂漠のタッシリ・ナジェールにある2万点に及ぶ岩絵は、その地で成された人の営みを通してどのような土地であったかが描かれている。絵が最初に書かれた約8,000年前には、水の豊かな緑の土地があったこと、その地で狩猟を行っていたことが示され、泳ぐ人の姿も描かれた。更に時代を下って約6,000年前には更に土地は豊かとなり、ウシの牧畜が営まれていたことも窺われる。しかし約4,000年前には次第に地域は乾燥化に向かい、残った湿潤な土地を求め争いもあった様子も描かれ、2,000年前にはついに砂漠化、ラクダが描かれ土地は厳しい乾燥に見舞われたことが窺われ、同時代を最後にこの岩絵は描き続けられなくなった。

### 古代

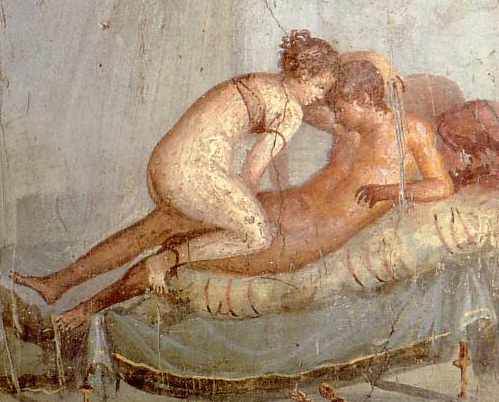
ポンペイの娼館に残された壁画
性に大らかだった当時の風潮を反映してか、エロティックな絵も少なからず残されている

人間が社会を形成し始めた古代においては、社会の内に分業という概念も発生、権力者や宗教といった観念の発達から、次第に呪術的意図と並行して美術装飾としての画家の活動も古代墳墓の壁画などに見出されるようになっていった。しかしこの時代の絵画で現存するものは限られる。反面、文字の発生に先立って何らかの意図を図画で記録する様式も強まり、墳墓壁画には当時の歳時記など人間の生活を捉えたものも数多く見出されている。
また、社会の発生は人間の活動の多様化も発生させたが、その中ではポンペイの例に見るように、装飾壁画として現代の絵画にも通じる美術性が当時確立されていたことが窺われる。

### 中世
社会がより複雑化、国家などの形成にともない、権力者の下に莫大な富が集約されるなど、社会構造がより巨大化していったが、その過程で職人としての職業画家が台頭し始めるようになる。彼らは権力者、あるいはその権力者の庇護を受ける宗教家の求めに応じ、大規模な作品を制作するようになる。この時代において、宗教施設・城塞などの軍事拠点・権力者の生活空間を彩るものとして制作された絵画が現存している。この時代以降、優秀な画家は無名の職人ではなく、名の知られた芸術家としての地位を築くようになっていった。

### 近世
近世においては分業化も進行、美術家としての地位から、ときの支配者層とも対等に扱われたり、絵画制作場所としてアトリエを構えるなど一定の社会的地位を獲得している。ただしこの当時のアトリエは、美術活動の場というよりも、根源的な工房としての性質も根強い。
この時代において画家の活動も組織化され、アトリエでは師弟関係にある画家の集団が肖像画のような記録映像としての絵画から、装飾美術的な作品まで幅広く手掛け、抽象的ないし象徴的な絵画も数多く制作されるようになっていった。西欧を中心としたルネサンスのような美術にまつわる社会運動も発生している。

### 近代
近代では、美術絵画は確固とした社会的地位を得て、美術の様式にも様々な方向性が発生した。社会が産業革命を経て豊かになっていったこの時代、絵画の制作は職人や芸術家だけのものではなく、趣味としての活動にも広まりを見せ、更には広告など大衆文化にも影響を与えるような商業美術も盛んになっていった。
この時代においては、過去からの膨大な美術的資産に基づいた伝統的技法から、いわゆる近代絵画に象徴される新流派も発生するなど、多様化が進んだ。印刷技術の発達から、出版物も増加し、動く絵画であるアニメーションも登場した。
19世紀に写真機が登場し、大きな影響を与えた。

### 現代

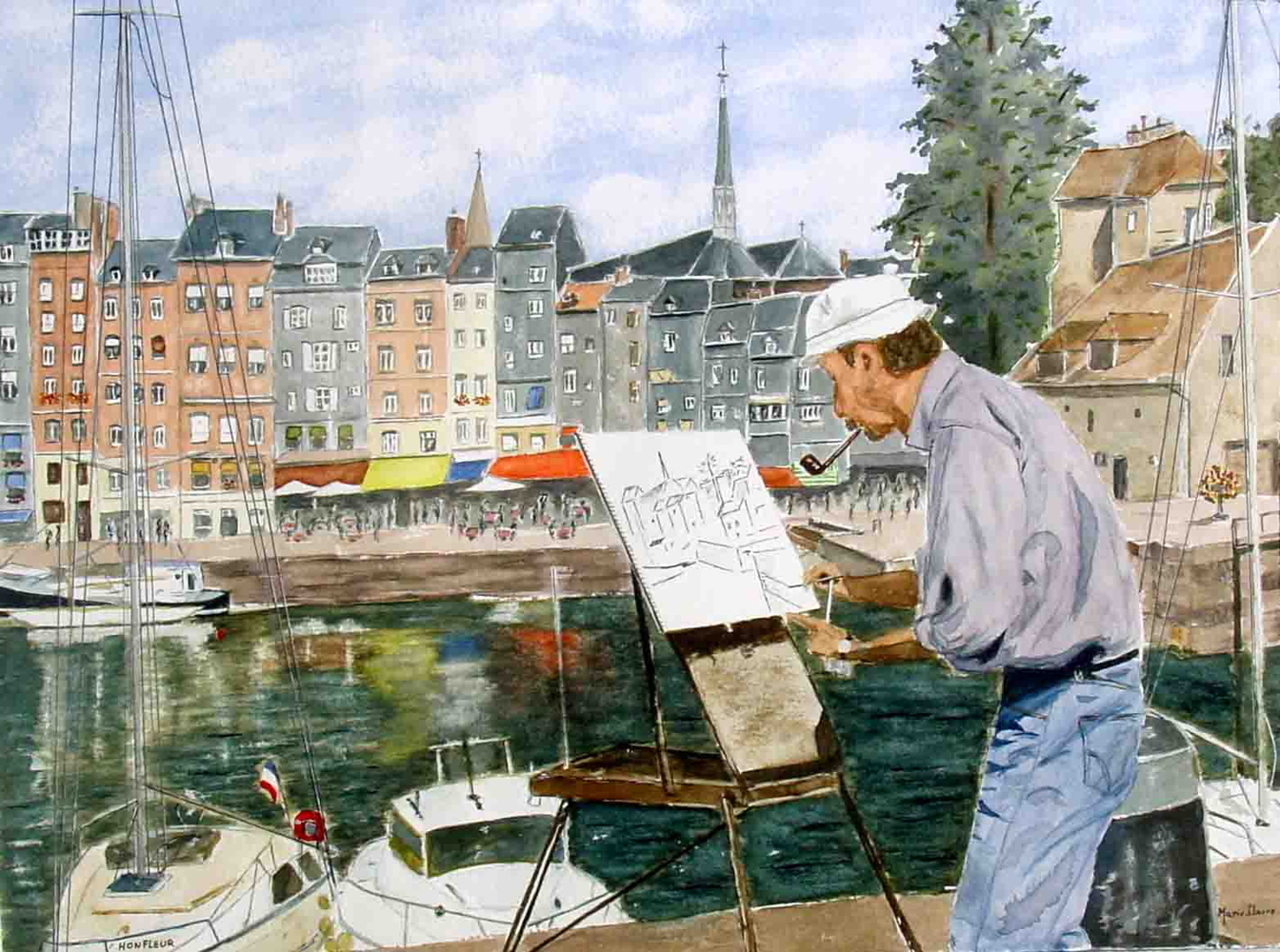
現代における画家

現代において、画家は、職業人としての画家、芸術家としての画家、趣味人としての画家など、様々な類型を内包する概念となっており、その類型は無数に存在する。
大衆が作品を目にする機会もより増大し、権力者や有力者がパトロンとなって一点一点制作していた時代よりも、画家個人がその表現能力で大きな財産を獲得しやすくなっている。業務用の高性能プリンターからプリントアウトした画像は、安価に入手可能な芸術作品としても扱われる。
パーソナルコンピュータが利用されるようになると、最初から電子化されたデータとしての絵画も登場した。コンピュータゲームなどにおいても、映像表現が競われるようになった。人工知能による絵画も登場した。